# Doroteu I de Atenas
Doroteu I (em grego: Δωρόθεος Α') foi o bispo metropolitano ortodoxo grego de Atenas de ca. 1388 a 1392, e o primeiro a residir na cidade desde 1205. Foi o primeiro bispo ortodoxo de Atenas a ser permitido residir na cidade desde sua conquista pelos cruzados em 1205 e o exílio do bispo de então, Miguel Coniates. Titulares da sé continuaram a ser nomeados no meio tempo, mas estavam todos em exílio, enquanto Atenas, como muitos dos principados da Grécia latina, permaneceu a província exclusiva do novo clero romano católico.
A situação mudou em 1388, quando o Ducado de Atenas passou para as mãos da Família Accioli florentina. Com pouco poder militar próprio, e certada por inimigos e rivais potenciais, os Accioli cultivaram a política da conciliação com a esmagadora maioria da população grega ortodoxa. Com este fim, adotaram o grego como língua oficial de sua chancelaria, e permitiram o metropolita ortodoxa retomar residência em sua capital, mesmo embora a Igreja da Virgem no Partenon permaneceu a residência do arcebispo latino de Atenas, e Doroteu ficou com a igreja na cidade baixa. Doroteu era também proedro, ou seja, administrador das sés vagas de Tebas e Neopatras, que estavam também localizadas dentro do ducado.
Doroteu foi removido de sua sé em 1392 pelo duque Nério I Accioli, que acusou-o de relações traiçoeiras com os turcos otomanos, pois, em espírito de sua hostilidade ardente com a Igreja Latina, ele tinha acolhido os ataques do comandante otomano Gazi Evrenos contra os Estados latinos do sul da Grécia em 1391-1392. Embora um sínodo do Patriarcado de Constantinopla absolveu Doroteu de qualquer culpa - com a justificativa de que os argumentos de Nério eram inadmissíveis uma vez que ele era um católico - Nério se recusou a permitir seu retorno.